# Mora Sten
Mora sten var et monument på det sted, hvor Mora Ting blev afholdt i middelalderen. Dér blev Sveriges konge valgt. Oplysninger om, hvornår man begyndte at vælge konge dér, er gået tabt. Den danske konge Christian 1. var den sidste, der fulgte traditionen, da han blev konge af Sverige i 1457. Monumentet blev ødelagt under en krig med Danmark i 1515.
Man ved, at følgende konger blev valgt ved Mora:
1. Magnus Ladulås er den første konge, man har belæg for, blev valgt ved Mora sten. Det var i 1275.
2. Magnus Eriksson blev valgt den 8. juli 1319.
3. Albrecht af Mecklenburg blev valgt i 1364 vid Mora.
4. Karl Knutsson blev valgt den 28. juni 1448.
5. Christian 1. valgtes i 1457 som den sidste konge ved Mora sten.

Monumentet ligger på Mora Eng i Lagga Sogn, Knivsta Kommune, sydøst for Uppsala. 